# Distretto di Potou
Il distretto di Potou (坡头区S, Pōtóu qūP) è un distretto della Cina, situato nella provincia del Guangdong e amministrato dalla prefettura di Zhanjiang.